# Théophile Becker
 Théophile Becker (* 21. September 1906 in Wahl (Luxemburg); † 14. Juli 1942 in der Tötungsanstalt Hartheim) war ein luxemburgischer römisch-katholischer Geistlicher und Märtyrer.

## Leben
Théophile Becker besuchte das Gymnasium in Diekirch und das Priesterseminar in Luxemburg (Stadt). 1931 wurde er zum Priester geweiht. Er war Vikar in Schifflingen und Breidweiler (Ortsteil von Consdorf) und schließlich Pfarrer in Fingig.
Unter der nationalsozialistischen Besatzung ging er in den Widerstand. Am 26. September 1941 wurde er von der Gestapo verhaftet, in der Villa Pauly verhört und kam am 4. November in das SS-Sonderlager Hinzert. Im Dezember 1941 wurde er in das KZ Dachau gebracht. Am 14. Juli 1942 starb er in der Tötungsanstalt Hartheim im Alter von 35 Jahren.